# به من نگو قراضه
به من نگو قراضه فیلم تلویزیونی ایرانی به کارگردانی و نویسندگی محسن یوسفی که در آذر ماه ۱۳۹۲ ساخته شده‌است. مرتضی هرندی تهیه‌کنندگی، اکبر توکلی تدوین، و محمدمهدی گورنگی آهنگسازی این فیلم را بر عهده داشته‌اند. این تله‌فیلم که ساختار کمدی و طنز دارد در مرداد سال ۱۳۹۳ در روز عید فطر از شبکه یک سیما پخش شد.

## خلاصه فیلم
«به من نگو قراضه» داستان مردی است که تلاش می‌کند خاطره‌ای را برای همسرش زنده کند که دچار آلزایمر شده و در این مسیر با یک راننده تاکسی روبه‌رو می‌شود. و از این قرار است ..

خرم علیرضا خمسه حسابدار بازنشسته‌ای است که حالا با مسافرکشی درون‌شهری گذران زندگی می‌کند. از قضا روزی خرم خسیس با مردی جمشید مشایخی که تاجر فرش است آشنا می‌شود و آقای مسافر شیفته خودرو قراضه وی می‌شود. تاجر فرش که راهی سفر به خارج است متعهد می‌شود تا پس از بازگشت به تهران خودروی شاسی بلند خود را با اوتول آریای آقا خرم طاق بزند و برای اینکار هزار دلار نیز ودیعه می‌پردازد. خرم موضوع را با یکی از دوستانش در میان می گذارد اما یک هفته از این ماجرا نگذشته که خرم تصادف منجر به جرح می‌کند و از آنجایی که خودرو او فاقد بیمه است روانه زندان می‌شود. دوست خرم ناچار می‌شود داستان ماجرا را برای برادر زن خرم (فاطمه صدرایی) بازگو کند تا شاید فرجی شده و او از زندان آزاد شود و همین موضوع سبب می‌شود تا دایی حمیدخسرو احمدی طمع کرده و با فریب خواهر اوتول آریا را به بهانه معاوضه با خودرو صفر کیلومتر از چنگ آن‌ها در آورده و خود با تاجر فرش معامله کند.

دایی حمید خودرو را تعویض می‌کند و این درحالیست که خودرو تعویضی یک میلیونیم خودرو تعویض شده‌است و به همین مناسبت جشنی در ستاد تعویض خودروهای فرسوده برگزار می‌شود و به همسر خرم تخفیف ویژه‌ای تعلق میگیرد. خرم مراسم را از تلویزیون زندان میبیند و از عشق ماشین از دست رفته اش به جنون می‌رسد و این هم‌زمان با آزادی او از زندان است و.....

## بازیگران
| بازیگر           | نقش       |
| ---------------- | --------- |
| جمشید مشایخی     | آقا بزرگ  |
| علیرضا خمسه      | خرم       |
| خسرو احمدی       | دایی حمید |
| مرضیه صدرایی     | همسر خرم  |
| یاسمینا باهر     | سارا      |
| ملیکا پارسا      | بهاره     |
| طوفان مهردادیان  | کارمند    |
| مهرداد فلاحتگر   | رئیس ستاد |
| حسن کریم خان زند | معاون     |

## عوامل
| سمت                 | نام               |
| ------------------- | ----------------- |
| مجری طرح            | مرتضی هرندی       |
| طراح گریم           | مرضیه سنجرانی     |
| مدیر تولید          | علی محمودی حسینی  |
| صدابردار            | آرش نجفیان        |
| صداگذار             | اکبر توکلی        |
| طراح صحنه و لباس    | الهام بن          |
| امور مالی           | ندا قائدان        |
| دستیار اول کارگردان | امیر جاویدنیک     |
| مدیر تدارکات        | مجتبی بویاچی      |
| منشی صحنه           | مذضیه آذری        |
| عکاس                | حسین مسلمی نائینی |

## جزئیات
- ژانر: کمدی
- رنگ: رنگی
- صدا: مونو
- لوکیشن: تهران